# Gustaf Eric Nordblad
Gustaf Eric Nordblad, född 9 augusti 1796 i Hedvig Eleonora församling, Stockholm, död 17 november 1861 i maria Magdalena församling, var en svensk revisor och kompositör.

## Biografi
Gustaf Eric Nordblad föddes 9 augusti 1796 i Hedvig Eleonora församling, Stockholm. Han var son till kamreraren Eric Gustaf Nordblad och Johanna Gustava Frankenberg. Nordblad kom att arbeta som revisor i Kungl. Kammarrätten. Han avled 17 november 1861 i maria Magdalena församling, Stockholm.

## Musikverk
- Marche F#-moll för pianoforte. Publicerad som nummer 4 i Musikaliskt Tidsfördrif 1821.[5]